# Kabir
Kabir (dewanagari संत कबीर, trl. Sant Kabīr) (ur. 1440, zm. 1518) – średniowieczny indyjski mistyk i święty sikhizmu oraz sufizmu, guru zaliczany do hinduistycznej tradycji santów (nirgunistycznej odmiany bhakti). 

## Życiorys
Urodził się w Benares (Waranasi) w rodzinie muzułmańskiego tkacza. Otrzymawszy widzenie (darśan) w Maghar (rejon Gorakpuru w północnych Indiach), silnie zdeterminowany, zabiegał o nauki u Ramanandy, stając się z czasem jego najbardziej znanym uczniem.
Skupiał się na jednoczeniu religii hinduistycznej i islamskiej. Surowo sprzeciwiał się nietolerancji i konfliktom na tle religijnym. Wśród zwolenników miał zarówno hinduistów jak i muzułmanów.
Przez część wyznawców, zwolenników i uczniów Shirdi Sai Baby, jest uważany za poprzednie wcielenie Sai Baby z Shirdi.
Paramahansa Jogananda w swej książce "Autobiografia Jogina" napisał, że Kabir znał tajną technikę medytacji – krijajogę.

## Wpływ
Nauki Kabira są kultywowane w  kilku tradycjach współczesnego hinduizmu (szczególnie kabirpanth, dadupanth, nirańdźanpanth) i sikhizmu (jest autorem części tekstów z księgi Sri Guru Granth Sahib).